# Д’Агостино, Мигель
Мигель Анхель Д’Агостино Валент (исп. Miguel Ángel D'Agostino Valent; род. 1 января 1972, Парана, Аргентина), — аргентинский футболист, защитник. Играл за ряд клубов, такие как: «Ньюэллс Олд Бойз», «Ньор» и другие, ныне тренер первой команды английского клуба «Челси».

## Биография
Мигель родился в городе Парана, и начинал карьеру в местном клубе «Патронато». В 1990 году он покинул клуб и перешёл в аргентинский гранд «Ньюэллс Олд Бойз», где пробыл пять лет и сыграл за клуб в кубке Либертадорес. Также примечательно, что именно в этом клубе он познакомится со своим будущим коллегой, известным тренером Маурисио Почеттино, ассистентом которого он станет на долгие годы. После пяти лет Мигель перешёл «Химнасию» из города Хухуй, но уже через год отправился в другой клуб, в команду из Эквадора — «ЛДУ Кито».